# نیک کولیسون
نیک کولیسون (انگلیسی: Nick Collison؛ زاده ۲۶ اکتبر ۱۹۸۰) یک بازیکن بسکتبال اهل ایالات متحده آمریکا است.